# Gruta

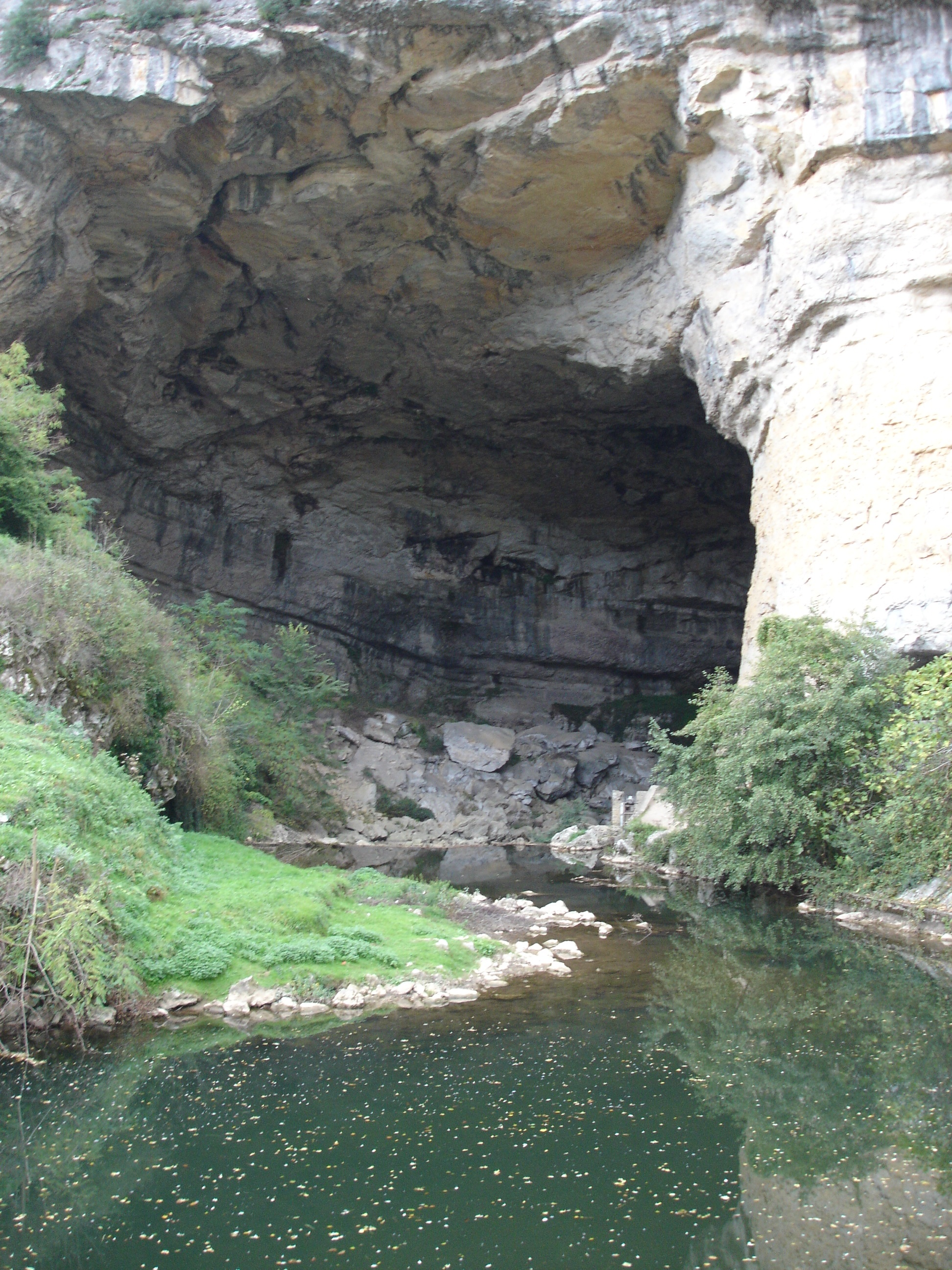
Gruta en Ariège, Francia.

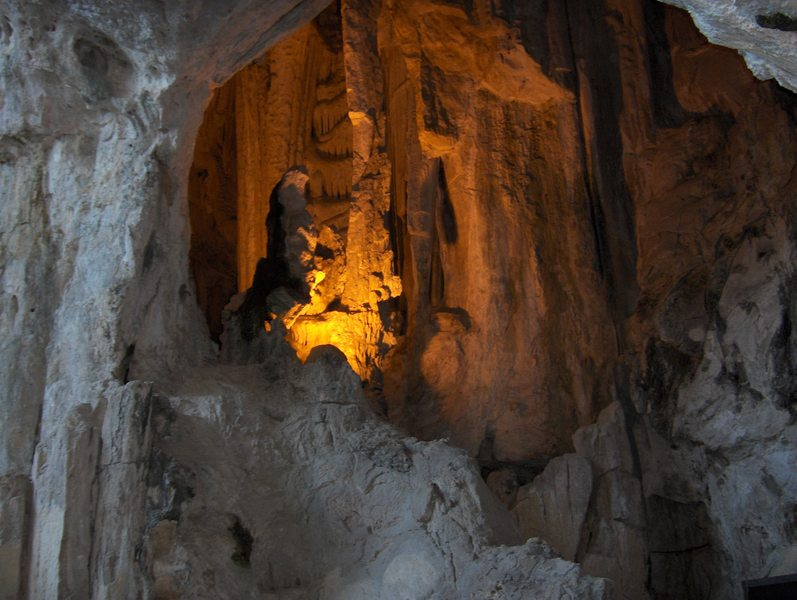
Grutas de García en Nuevo León, México

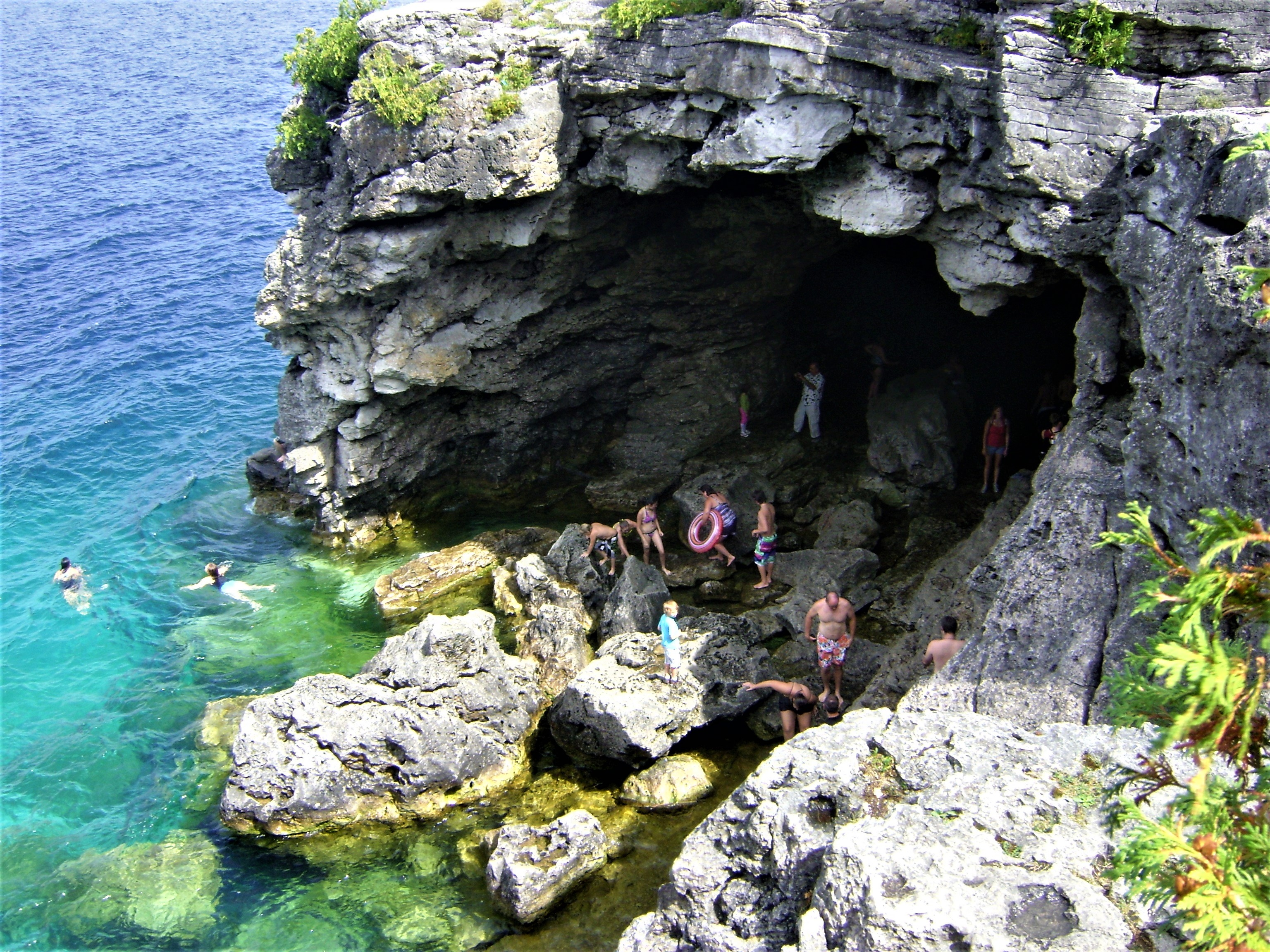
Gruta, Parque nacional Península de Bruce, Canadá

Una gruta es una cavidad de tamaño considerable que se forma bajo la tierra cuando el agua de lluvia se filtra entre las rocas calcáreas y las va disolviendo en un proceso que dura miles de años 
En su origen, el agua se introduce en las pequeñas fisuras de las rocas, que al agrandarse poco a poco llegan a formar profundos agujeros. Las formas irregulares son la característica principal de estos lugares, compuestos por estalactitas y estalagmitas, que son acumulaciones de sales minerales que suelen hallarse en el interior de la gruta. Las estalactitas parecen colgar del techo de la gruta, es decir, de arriba abajo como puntas de aguja; en contraste, las estalagmitas parecen dirigirse del suelo hacia la parte superior (abajo arriba). 
Las diversas formaciones rocosas que se encuentran dentro de las grutas hacen de cada una de ellas un ejemplar único en el mundo, en donde la imaginación humana desempeña un papel muy importante. Gracias a ella, en estas formaciones del interior de las grutas se pueden percibir formas de animales, personas y objetos.
Existen varias grutas famosas por todo el mundo, entre ellas las grutas de García, las grutas de Longmen, las grutas de Yungang, las grutas de Elefanta, las grutas de Tolantongo, las grutas de Škocjan,  las Grutas de Coconá, las grutas de Bustamante, la gruta de Jeita y la famosa gruta de Lourdes, entre otras.